# Donacarney
Donacarney (irisch Domhnach Cairnigh oder Domhnach Cearnaigh, deutsch: Kirche des Cairneach bzw. Cearnach) ist ein Dorf im County Meath, Irland, und gehört zum urbanen Gebiet Laytown–Bettystown–Mornington–Donacarney (East Meath).

## Lage
Donacarney liegt etwas landeinwärts etwa vier Kilometer ostsüdöstlich von Drogheda. Durch die Ortschaft führt die R150 nach Mornington im Norden und Bettystown im Südosten.

## Geschichte
Die Ortschaft wird in den Aufzeichnungen Walter de Lacys als Teil von Mornington 1230 beschrieben. 
In der Ortsmitte befindet sich die Ruine des spätmittelalterlichen Tower Houses Donacarney Castle (auch Draycott’s Castle). 1641 ist es vermutlich abgebrannt.

## Sehenswürdigkeiten
- Stella-Maris-Kirche (Star of the Sea) Der Neubau wurde 1991 geweiht.
- Die alte Star of the Sea Church ist von 1841.

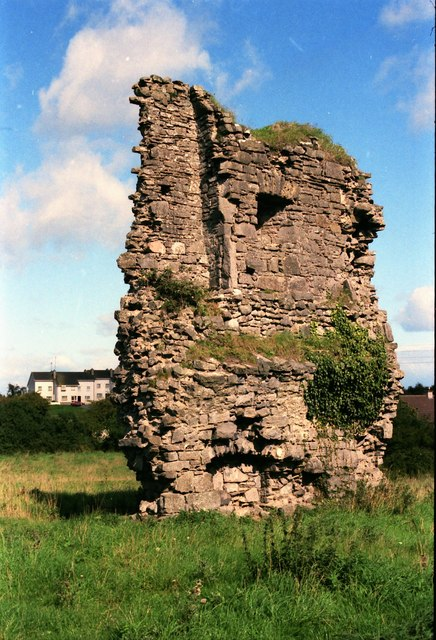
Ruine des Tower House'